# Puerta de la Judería (Burgos)
La puerta de la Judería es uno de los accesos a través de la muralla de la ciudad española de Burgos.

## Descripción

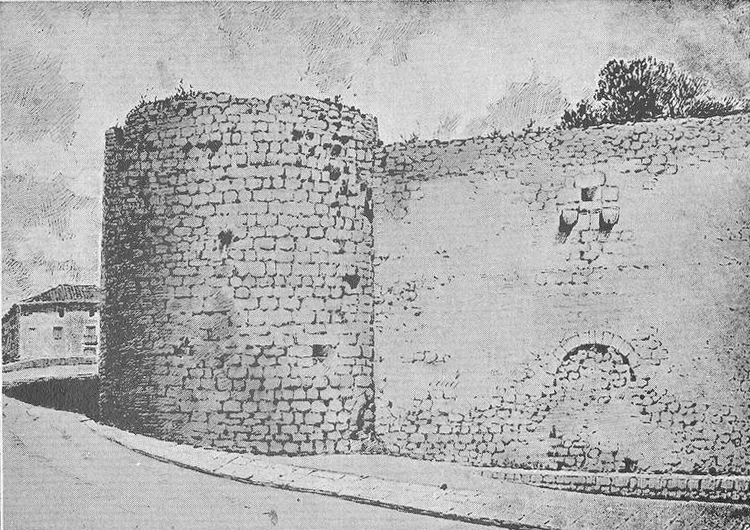
Torreón de Doña Lambra y puerta de la Judería (tapiada)

Se encuentra junto a la torre más occidental del paseo de los Cubos. Antaño fue una entrada muy secundaria del recinto fortificado de la ciudad, que daba paso al barrio judío y a la morería. Estuvo durante muchos años tapiada, según Isidro Gil habría sido cerrada por orden del Concejo de Burgos en 1392. También se llamó «puerta de la Suicida», en recuerdo de doña Lambra, esposa de Ruy Velázquez y participante en la leyenda histórica de los siete infantes de Lara.
Su estructura era muy sencilla, con un arco semicircular de tosca labra, exenta de elementos decorativos, alta y ancha, abierta en una zona de la muralla que tenía doce palmos de profundidad. La puerta tenía comunicación directa con la antigua torre de Doña Lambra por medio de una escalera de piedra que desde la altura de su adarve bajaba hasta el suelo a muy pocos pasos del umbral de aquella.